# دلتا فينوس
دلتا فينوس (بالإنجليزية: Delta of Venus)‏ هو كتاب يتكون من خمسة عشر قصة قصيرة كتبتها أناييز نين ونشرت بعد وفاتها في عام 1977  - وكتبت القصص في الأربعينات من القرن العشرين كمجموعة قصص شبقية لصالح جامع خاص.
في عام 1995 تم تحويل الكتاب إلى فيلم من إخراج زالمان كينغ.